# Бреда де Буњи (Кремона)
Бреда де Буњи је насеље у Италији у округу Кремона, региону Ломбардија.
Према процени из 2011. у насељу је живело 36 становника. Насеље се налази на надморској висини од 49 м.